# Hervé Riel
Hervé Riel est un pêcheur français du XVIIe siècle originaire du Croisic, en Bretagne. Il est connu pour avoir sauvé la flotte française lors de la bataille de la Hougue en 1692, tandis qu'il servait la Marine française.
Il est pour cet événement le sujet d'un poème héroïque de Robert Browning, mais on ne sait rien d'autre de sa vie.

## L'incident
À la suite de la bataille de Barfleur, le 29 mai 1692, la flotte française menée par Tourville (44 vaisseaux) bat en retraite vers l'ouest afin de regagner un port sûr, et est poursuivi par les flottes néerlandaise et anglaise (89 vaisseaux), menées par Edward Russell.
Le 31 mai, la flotte est dispersée sur une zone importante autour de la pointe de la péninsule du Cotentin. Vingt-neuf, menés par François Panetié, posent l'ancre à l'ouest du cap de la Hague, tandis que les autres, menés par Tourville, partent à l'est vers Brest, ou Cherbourg.
L'escadre de Panetié, située entre le cap et Aurigny, est à l'embouchure du raz Blanchard, suivie de près par l’escadre blanche néerlandaise menée par Philips van Almonde ainsi que par l'escadre bleue anglaise menée par John Ashby, tandis qu'il affrontait l'escadre rouge anglaise menée par Russell.
Panetié essaie de s'échapper et pense y parvenir en passant par le Raz, mais ses navigateurs hésitent, inquiets par les turbulences de ce passage et ses dangereux bords sous le vent et ses fonds rocheux qui ne leur permettraient pas de poser l'ancre si besoin. C'est dans cette configuration qu'Hervé Riel, un pêcheur local familier avec ce passage et levé de force pour la campagne, offre d'y guider la flotte. Panetié accepte et avec les conseils de Riel pilote le navire Grand (80 canons) à travers le Raz, suivi du reste de l'escadre. Ni Almonde ni Ashby ne les suivent : le premier mène son escadre vers l'ouest en contournant Aurigny mais, avec le changement de la marée, Panetié prend un trop net avantage et la poursuite est abandonnée. La flotte arrive à Saint-Malo sauve.
Quand on lui demande quelle récompense il souhaite recevoir, Riel ne demande qu'à se rendre à son domicile non loin de là pour voir sa femme, « la belle Aurore ». Le poème mentionne, non sans cynisme, « que c'est ce qu'il a eu, et rien de plus ».

## Le poème
Le poème de Robert Browning bénéficie d'une narration claire et rapide qui commet néanmoins quelques erreurs factuelles : il prétend que l'amiral français est d'Amfreville, alors qu'il se trouve au moment des faits avec Tourville à La Hougue, et que le vaisseau français se nomme Formidable, alors qu'il n'est pas présent lors de cette bataille.
Browning écrit le poème en 1871, ainsi que d'autres, à la suite du siège de Paris. Il est publié pour la première fois dans le Cornhill Magazine en mars 1871 avant de faire partie de son recueil Pacchiarotto, and How He Worked in Distemper (en), publié en 1876.